# حوزه انتخابیه هفتم نیویورک
حوزه انتخابیه هفتم نیویورک یک حوزه انتخابیه مجلس نمایندگان آمریکا است که در ایالت نیویورک قرار دارد.